# Maria Ana de França
Maria Ana de França  (em francês: Marie-Anne de France; Paris, 16 de novembro de 1664 — Paris, 26 de dezembro de 1664) foi uma filha da França, tendo sido madame real.

## Biografia
Maria Ana foi a terceira filha, segunda menina, do rei Luís XIV de França e da rainha Maria Teresa. Ela nasceu no Palácio do Louvre em 16 de novembro de 1664. Como filha do rei, Maria Ana recebeu o título de filha da França durante sua curta vida, assim como suas irmãs Ana Isabel de França e Maria Teresa de França, tendo sido madame real.
Seus padrinhos foram Luís II de Bourbon, Príncipe de Condé e sua tia Henriqueta Ana de Inglaterra, duquesa de Orleães.
Maria Ana morreu em 26 de dezembro de 1664 no Palácio do Louvre, após quarenta dias de vida.

## Família
Maria Ana era filha do rei da França Luís XIV (filho de Luís XIII e Ana da Áustria) e da infanta espanhola Maria Teresa da Áustria (filha de Filipe IV de Espanha e Isabel de Bourbon). Seus pais eram primos-duplos. Dos seus cinco irmãos e irmãs, apenas Luís, Grande Delfim de França, chegou à idade adulta.

## A Freira Negra de Moret

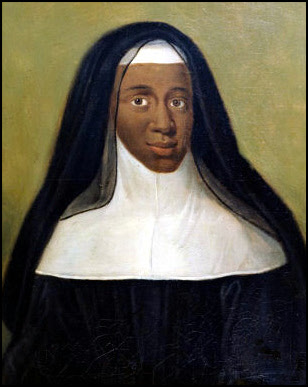
Louise Marie-Therese (a freira negra de Moret)

Segundo algumas pessoas, Maria Ana nasceu com a pele negra. Madame de Motteville, presente na época do nascimento da realeza, teria exclamado: "Era escura da qual pensava que morreria! Os médicos propuseram a hipótese de que a garota teria sido tomada por convulsões e sua pele ficaria cinza, depois negra por falta de ar. Várias pessoas, como Maria Ana de Bourbon (1666-1739), princesa de Conti e filha legítima do rei, apoiaram essa hipótese. Para o historiador André Castelot, Maria Ana seria a filha ilegítima da rainha Maria Teresa e seu pajem mourisco de nome Nabo. Para outros, Maria Ana seria simplesmente mais uma das inúmeras filhas legítimas do rei.
Em 1695, Madame de Maintenon convidou a família real para velejar com uma jovem freira negra, irmã Louise-Marie-Thérèse. Esta começou a afirmar a suas irmãs que ela era realmente filha de Luís XIV. Ela tinha uma atitude familiar com o Delfim e seu filho e outros membros da família real. Segundo Saint-Simon, ela teria dito quando avistou Luís, Grande Delfim de França: "É meu irmão caçando". A freira teria feito várias outras alusões ao fato de que ela era de sangue real.
A Freira Negra de Moret é mencionada nas memórias de Madame de Maintenon, da Grande Mademoiselle, Madame de Montespan, do Duque de Saint-Simon, Voltaire, Cardeal Dubois e  do Duque de Luynes.